# Китен-Хутран
Китен-Хутран — царь Элама, правил приблизительно в 1235 — 1210 годах до н. э. Младший брат Унпатар-Напириши. Его полное имя было Китен-Хутран-унташ, что означает «Магические чары бога Хутрана помогли мне».
Китен-Хутран, вероятно, принадлежал к тем правителям, которые больше любили военные походы, чем возводить религиозные строения и делать посвятительные надписи. Другими словами, Китен-Хутран тоже не оставил после себя никаких письменных свидетельств. Лишь в двух позднейших царских списках он значится царём Элама. С его воинскими «подвигами» нас знакомят два источника из Двуречья. Здесь он, по-видимому, оставил по себе недобрую память. В месопотамских хрониках он известен под именем Киддин-Хутран.
К своему несчастью, агрессивный Китен-Хутран натолкнулся на достойного противника, а именно на ассирийского царя Тукульти-Нинурту I, который сумел распространить своё влияние также на юг, на Вавилонию. Здесь на поле сражения Китен-Хутран и встретился с ним дважды.
В основном эламский царь претендовал на владение эламо-вавилонскими пограничными областями Дер и Улайаш, то есть областями сегодняшней Бадры и Мандали в Ираке. После смерти касситского царя Вавилонии Каштилиаша IV Тукульти-Нинурта возвёл на трон в Вавилоне своего ставленника  кассита Эллиль-надин-шуми. Около 1226 года до н. э. Китен-Хутран, воспользовавшись обстановкой, внезапно двинул своё войско на Месопотамию. Эламское войско переправилось через Тигр и захватило Ниппур в средней Вавилонии; население было почти полностью истреблено. Затем Китен-Хутран двинулся на север, снова переправился через Титр и опустошил Дер. Жители были угнаны в плен, а знаменитый в том месте храм разрушен. Касситский царь Вавилонии вынужден был бежать.

«При Эллиль-надин-шуми напал царь — Киддин-Хутран, царь Элама. Он простёр руку к Ниппуру, рассеял его народ, разрушил Дер и Эдимгалькаламму, забрал в плен его народ, прогнал Эллиль-надин-шуми, царя, и оборвал правление его».
Однако Тукульти-Нинурта I вскоре снова подчинил Вавилонию господству Ассирии. Сначала он назначил травителем Вавилона кассита Кадашман-Харбе II. Через полтора года он заменил его Адад-шум-иддином. Китен-Хутран отважился на новое выступление. Он снова переправился через Титр, захватил Исин и двинулся оттуда по направлению к северу до самого Mapада (западнее Ниппура). Ему удалось беспрепятственно с добычей вернуться в Элам.

«При Адад-шум-иддине вернулся Киддин-Хутран и во второй раз напал на страну Аккад. ... он разрушил город Исин, переправился через реку Идиглат (Тигр), все ... Мараду, учинил ужасный разгром многочисленного народа и быками ... угнал в пустыню».
Однако ответный удар ассирийского царя не заставил себя долго ждать. Тукульти-Нинурта во главе своего войска победоносно продвинулся до «Нижнего моря», то есть до Персидского залива, и захватил его эламское побережье, угрожая Сузиане с юга. Что произошло в Эламе вслед за этим, неизвестно. Установлено только, что Китен-Хутран внезапно исчез с исторической арены, а вместе с ним и династия Игехалкидов. Возможно, что в Эламе начались внутренние неурядицы. Во всяком случае, вскоре после этого в Эламе стала господствовать новая династия.
| Игехалкиды                       |                                     |                              |
| Предшественник: Унпатар-Напириша | царь Элама ок. 1235 — 1210 до н. э. | Преемник: Халлутуш-Иншушинак |